# Friedhelm Ortmann
Friedhelm Ortmann (* 3. März 1927 in Essen; † 1990) war ein deutscher Hörspiel- und Theaterregisseur.

## Leben
Friedhelm Ortmann studierte Theaterwissenschaft und Musik im Hinblick auf Opernregie. Dazu ist es jedoch nie gekommen. Er war von 1960 bis 1968 Leiter der Hörspielabteilung beim WDR. Dort lernte er die Fernsehansagerin Sonja Kurowsky kennen. 1965 bat er sie, eine Rolle im Hörspiel Die Wand von Dieter Forte zu übernehmen, und ein Jahr später, ihn zu heiraten. Wiederum ein Jahr später, am 5. November 1967, wurde Tochter Sandra geboren.
Schon während seiner Zeit beim WDR arbeitete Ortmann auch als freier Regisseur bei Hörfunk und Theater, weswegen er oft fern der Familie weilte. Nach seinem Ausscheiden 1968 war er ausschließlich als freier Regisseur tätig, arbeitete aber bis zu seinem Ruhestand 1989 regelmäßig für den Kölner Sender.
Sein vermutlich bekanntestes Stück ist Der Tod des James Dean von Alfred Andersch (SWF/HR/RB, 1959). 1961 wurde seine Inszenierung des Hörspiels Der Minotaurus von Dieter Wellershoff (SDR, 1960) mit dem renommierten Hörspielpreis der Kriegsblinden ausgezeichnet.
Immer wieder arbeitete er mit den ganz Großen der Schauspielkunst zusammen: Mit Bernhard Minetti beim Hörspiel Mensch aus Staub und Asche (nach André Obey) und noch einmal bei Thornton Wilders Dreiminutenspielen in der Hörspielfassung. Hansjörg Felmy war sein Hauptdarsteller in der Bühnenbearbeitung des Steinbeck-Klassikers Von Mäusen und Menschen 1964 am Hebbel-Theater Berlin.
Am 18. August 1965 führte Ortmann Regie bei der Festaufführung zu Ehren des 85. Geburtstages von Tilla Durieux am selben Ort. Die Jubilarin hatte sich das Stück Die Hellseherin von André Roussin gewünscht und die Titelrolle verkörpert. Es wirkten ferner u. a. Emmy Burg und Wolfgang Völz mit. Hier bekam Ortmann allerdings durchweg schlechte Kritiken. Die Süddeutsche Zeitung schrieb beispielsweise: Das, was man eine Inszenierung nennen könnte […] fand schlechterdings nicht statt. Allein die Zeitung seiner Heimat, die Rheinische Post, äußerte sich wohlwollend.

## Hörspiele (Auswahl)
- 1957: Hans Rothe: Vater Mignon (Original-Hörspiel – WDR)
- 1959: Romain Rolland: Liebesgeschichten der Weltliteratur: Pierre und Luce (Hörspielbearbeitung – WDR)
- 1969: Dieter Kühn: U-Boot-Spiel (Hörspiel – WDR/SR/HR)
- 1985: Gertrude Stein: Doktor Faustus – elektrisiert (Hörspiel (Kunstkopf) – WDR)
- 1985: Arthur Schnitzler, Adele Sandrock: Dir mit Leib und Seele – Du Hund! (Bearbeitung und Regie) (Hörspielbearbeitung – ORF/WDR) – Erstsendung: 22. September 1985 | 89'36 Minuten